# 하랄트 슈마허
하랄트 안톤 슈마허(독일어: Harald Anton Schumacher, 1954년 3월 6일, 독일 뒤렌 ~ )는 흔히 토니 슈마허라는 이름으로 알려져 있는 전 독일 축구 선수로, 1980년대 서독 축구 국가대표팀의 명 골키퍼로 활약하며 팀의 1980년 유럽축구선수권대회 우승, 1982년 FIFA 월드컵·1986년 FIFA 월드컵 준우승을 이끌어냈다.

## 경력
한편, 1982년 FIFA 월드컵 프랑스와의 준결승전에선 문전에서 득점 기회를 얻은 프랑스 수비수 파트리크 바티스통(Patrick Battiston)을 발꿈치와 무릎으로 가격했음에도 불구하고, 심판의 오심에 의해 오히려 큰 부상을 입은 바티스통의 파울이 선언된 일은 세계 최악의 오심으로 알려져 있다.
1979년부터 1986년까지 서독 축구 국가대표팀에서 76경기에 출장하였으며, 1996년 보루시아 도르트문트에서 선수 생활을 마쳤다. 선수에서 은퇴한 뒤에는 1998년 포르투나 쾰른의 감독을 맡았으나, 성적 부진으로 하프 타임에 코치와 함께 해임당하는 수모를 겪기도 하였다.

## 수상

#### 선수
- 분데스리가 : 1977/78, 1995/96
- DFB 포칼 : 1976/77, 1977/78, 1982/83
- 쉬페르 리그 : 1988/89
- UEFA 유로 : 1980
- FIFA 월드컵 : 준우승 (1982, 1986)

### 개인
- 발롱도르 : 7위 (1984)
- FIFA 월드컵 실버볼 : 1986
- UEFA 유로 대회 베스트 : 1984
- 독일 올해의 선수 : 1984, 1986
- 터키 축구 올해의 선수 : 1988, 1989